# سوپ سبزیجات

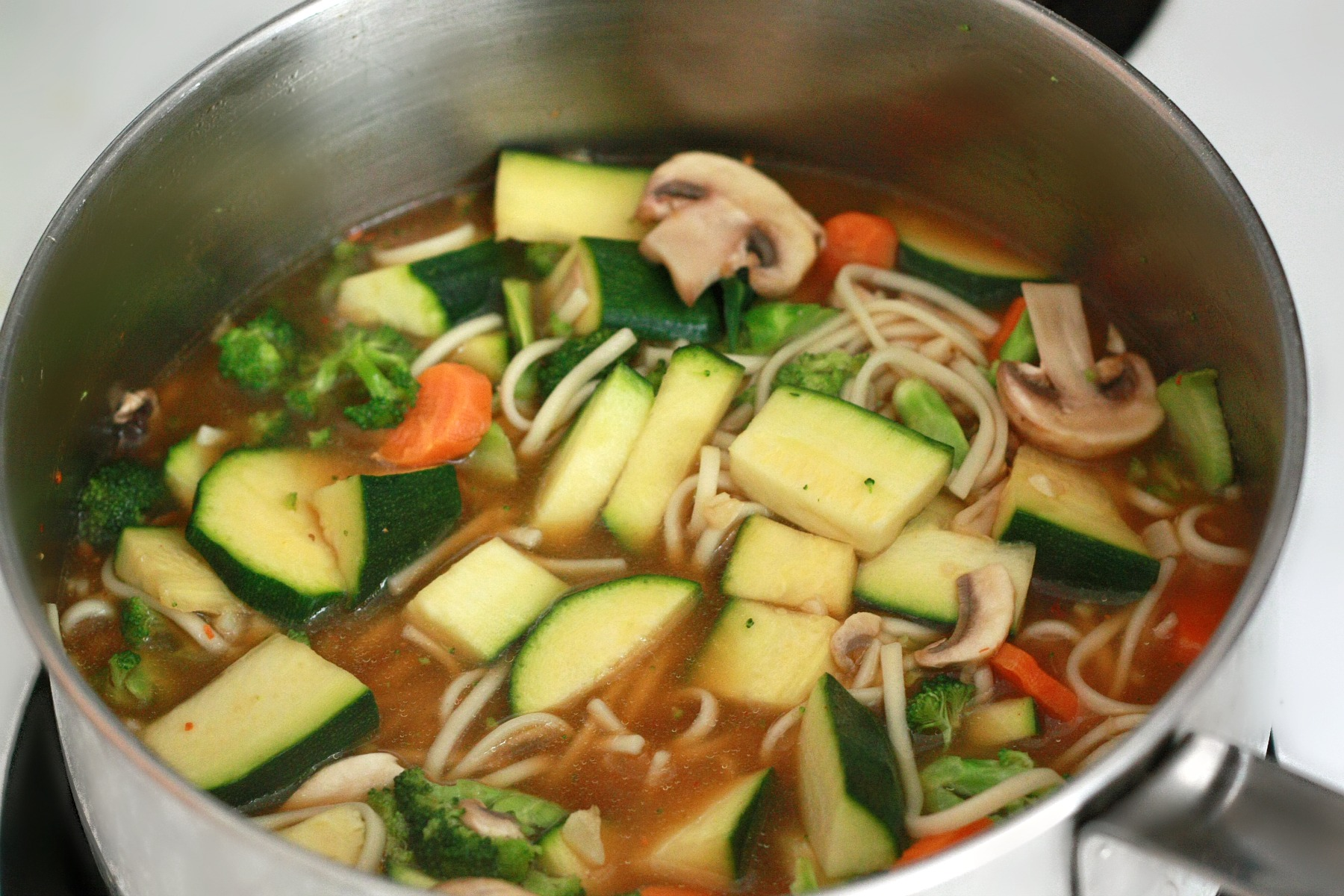
سوپ سبزی و رشته در حال پختن

سوپ سبزیجات یک سوپ معمولی است که با استفاده از سبزیجات و سبزیجات برگی به عنوان مواد اولیه تهیه می‌شود. قدمت آن به تاریخ باستان می‌رسد و در دوران معاصر یک محصول غذایی تولید انبوه است.

## بررسی اجمالی

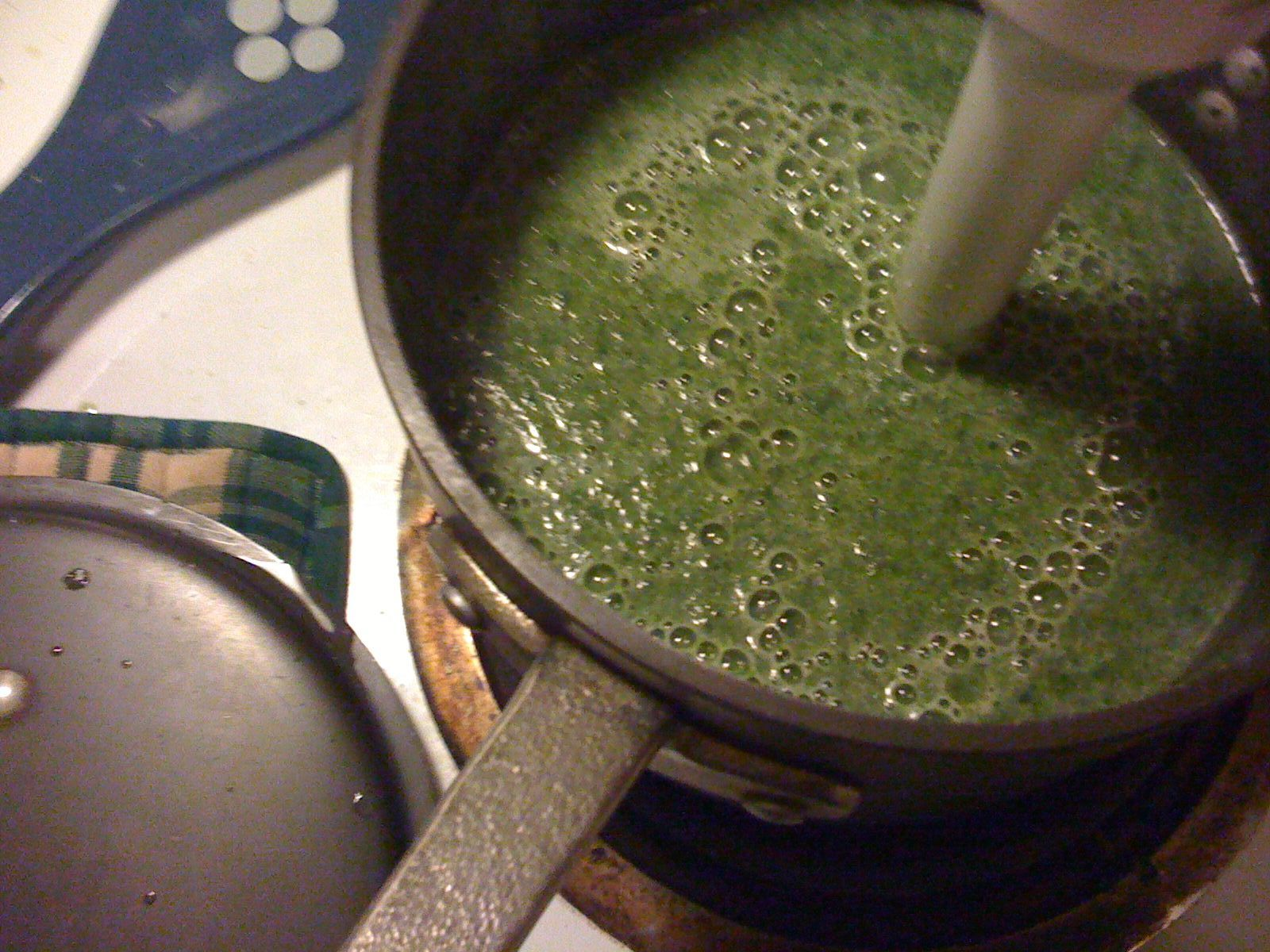
سوپ خامه ای اسفناج

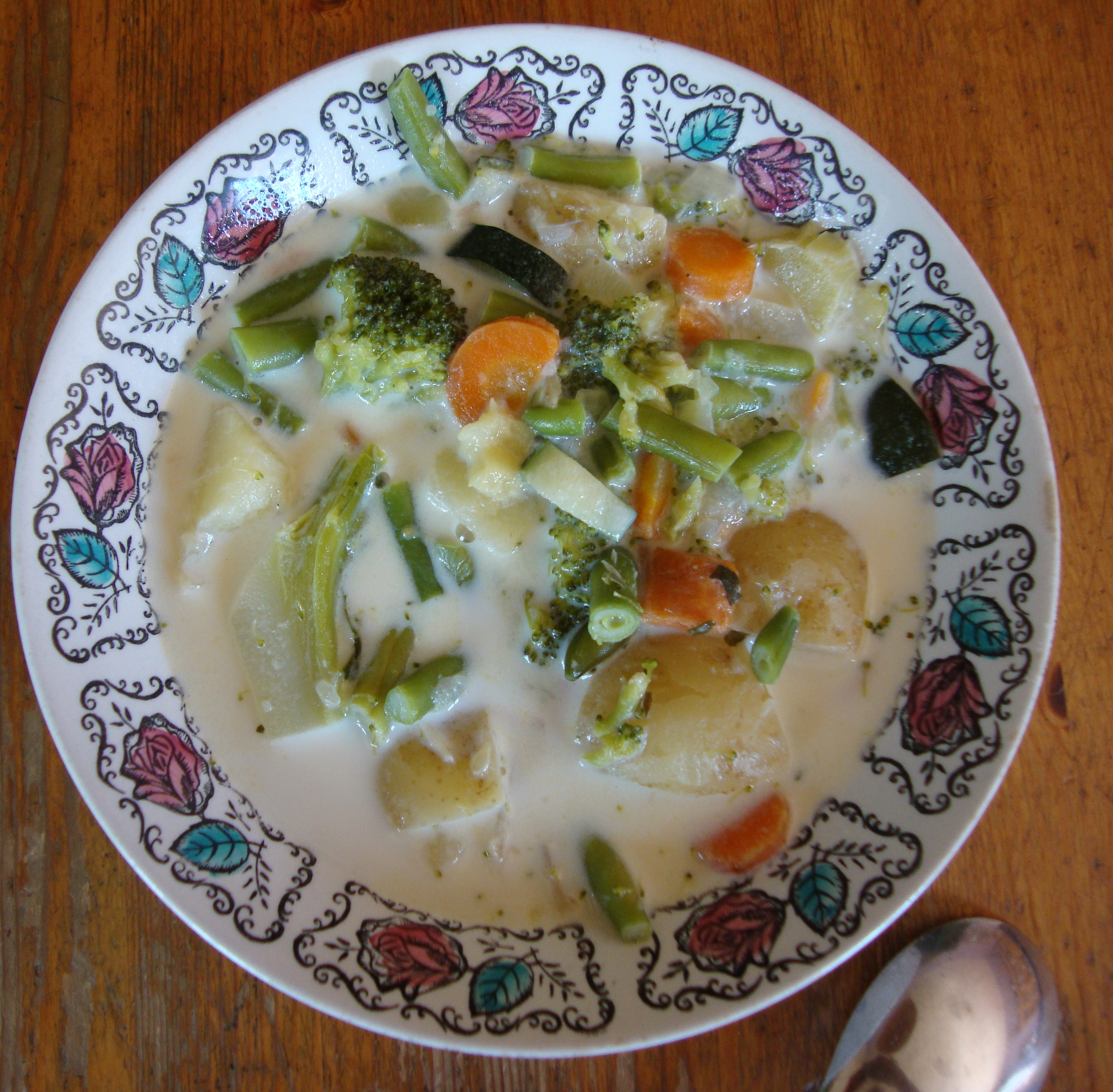
Kesäkeitto، یک سوپ سبزیجات فنلاندی با سیب زمینی آب‌پز و سبزیجات در مقدار کمی آب، شیر و کره

سوپ سبزیجات با استفاده از سبزیجات، سبزیجات برگ دار، قارچ و ریشه به عنوان مواد اصلی تهیه می‌شود. برخی از میوه‌ها مانند گوجه فرنگی و کدو سبز در چنین زمینه ای سبزی محسوب می‌شوند. سوپ سبزیجات را می‌توان به صورت استاک - یا سوپ خامه ای تهیه کرد. مواد اولیه علاوه بر سبزیجات می‌تواند شامل لوبیا و حبوبات، غلات، توفو، رشته فرنگی و ماکارونی، آبگوشت یا آب سبزیجات، شیر، خامه، آب، زیتون یا روغن نباتی، چاشنی‌ها، نمک و فلفل و هزاران مورد دیگر باشد. برخی از سوپ‌های سبزیجات پوره می‌شوند و از صافی می‌گذرند و آن‌ها را صاف می‌کنند تا بافتی صاف ایجاد کنند. این غذا معمولاً گرم سرو می‌شود، اگرچه برخی از آنها مانند گازپاچو معمولاً سرد سرو می‌شود. سوپ سبزیجات گاهی به عنوان پیش غذا یا پیش غذا سرو می‌شود.
سوپ سبزیجات در انواع کنسرو، منجمد، خشک، پودری و فوری به صورت انبوه تولید می‌شود.

## تاریخچه
تاریخچه سوپ سبزیجات به تاریخ باستان می‌رسد. یک کتاب آشپزی رومی قرن پنجم حاوی دستور العملی برای «پیشرو سوپ پیاز» بود. آبگوشت تقریباً در سال ۱۰۰۰ و نبات در سال ۱۴۰۰میلادی ذکر شده است. کلیفورد رایت بیان کرده است که سوپ کلم در غذاهای ایتالیایی قرون وسطایی مهم بوده است.
در آپالاشیا مرکزی، سوپ سبزیجات که به آن سوپ سبزیجات زمستانی و سوپ روستایی نیز گفته می‌شود، یک غذای اصلی سنتی و غذای رایج در ماه‌های دسامبر تا فوریه در میان کوه‌نشین‌های آپالاچی است.